# Gibson Spirit
Gibson Spirit (англ. Ду́х) - электрогитара, созданная компанией Gibson в 1982 году. В настоящее время данная модель не производится. Гитара продавалась под американскими марками Gibson или Epiphone в 1980-х годах. Данная статья не относится к моделям Gibson Spirit, производившимся в Китае под эгидой Gibson Baldwin Music Education.

## Начало
Gibson Spirit - менее известные модели гитар, производившиеся с 1982 по 1986 год компанией Gibson и фирмой Kalamazoo. Данная модель  первоначально выпускались на заводе Kalamazoo под эгидой Epiphone. В ответ на плохие продажи некоторые модели Epiphone поменяли свой логотип на гибсоновский, однако всё же удаётся разглядеть слабую надпись Epiphone на головке грифа. Поздние модели производились в Нэшвилле под эгидой Gibson. Модель Gibson Spirit очень похожа на Les Paul Junior с двойным вырезом. Основными отличиями Gibson Spirit от Les Paul Junior были использование современных синглов и хамбакеров, а также наличие выреза не на 22-м ладу, как у Junior, а на 20-м.

## Модели и вариации
Общими чертами для всех моделей Spirit являются плоский топ и задняя поверхность. Одна полость управления упирается в заднюю поверхность гитары. Все модели Spirit имеют конструкцию с двойным вызрезом, а верхний рог корпуса немного более длинный, чем нижний. Гриф вклеен в корпус и имеет 22 лада с перламутровыми инкрустациями в виде точек. Некоторые модели имеют яркий/тигровый кленовый топ и прозрачную/солнечную отделку. Анкерные стержни, скрытые в грифе модели, варьируются, причём большинство просто называются «Spirit» или «Spirit Made By Gibson». Данная модель имеет такие же хамбакеры как на переизданиях Gibson Les Paul 1959 года (иногда хамбакеры на Gibson Spirit называются «Tim Shaw» в честь конструктора компании Gibson, который возглавлял команду разработчиков модели Spirit). Некоторые датчики имеют белые металлические витки, в результате чего их ошибочно принимают за оборудование компании Dirty Fingers. Датчики Gibson изготавливаются из сплава алюминия, никеля и кобальта, в то время как Dirty Fingers - из высококачественных керамических материалов. Ранние модели имели верхнее крепление ремешка в соединении грифа и корпуса, в то время как более поздние модели - у верхнего рога. Колки, как правило, фирмы Kluson в форме «тюльпана». Однако некоторые модели Spirit (особенно XPL модели) имеют закрытые колки.

### «Spirit I»
Эта модель имеет один хамбакер около струнодержателя. Головка грифа стандартная, с логотипами компаний Gibson или Epiphone , с тремя колками от каждой стороны. Накладка черепахового цвета закрывает соединение грифа и защищает верхнюю часть корпуса. Ранние модели имели корпус из тополя, более поздние изготавливались из красного дерева или ольхи с кленовым топом. Ранние модели также имеют кленовый гриф. Оригинальным струнодержателем был Schaller 455. Он представлял собой комбинацию струнодержателя с мензурой из шести латунных сёдл. Некоторые модели 1984 года имели струнодержатель Tune-O-Matic и отдельную фиксирующую мензуру. Данная модель также имеет один регулятор громкости и тона. Данная модель производилась с 1982 по 1984 год.

### Spirit II
Эта модель отличается от Spirit I только тем, что имеет 2 хамбакера: один около грифа и один около струнодержателя, и не имеет накладки. Отделка Sunburst чаще всего встречается у Spirit II, чем у модели Spirit I. Кроме того, крепление корпуса обычно встречаются у модели Spirit II, чем у Spirit I. Данная модель также имеет два регулятора громкости и один тона, а также переключатель Gibson Les Paul.

### Spirit XPL
Эта модель отличается от обычного Spirit тем, что имеет головку грифа как у модели Gibson Explorer с шестью встроенными колками. Эта модель обычно имеет систему Kahler Flyer и запирающую гайку для крепления тремоло. Эти изменения были сделаны для того, чтобы конкурировать с суперстрат моделями гитар. По слухам данная модель была доступна с S / S / H конфигурацией датчиков, хотя обычно Gibson Spirit имели либо один хамбакер, либо два. Эта модель производилась с 1985 по 1986 год под эгидой компании Gibson. Версия красной модели Gibson Spirit Custom Shop имела один хамбакер, тремоло-систему Kahler и соединение корпуса с грифом.

### SR-71: модель Spirit или нет?
SR-71 упоминается в некоторых каталогах компании Gibson, но в целом не соответствует традиционной форме Spirit. Если XPL - это шаг к моделям суперстрат, то SR-71 - это продолжение данной серии. SR-71 имела болтовое соединение грифа, тремоло - систему Floyd Rose, датчики с конфигурацией S / S / H и форму Fender Stratocaster. Гитара была фактически разработана представителем компании Charvel, который не имел связей с фирмой Jackson в то время. Другие модели Gibson, которые больше всего напоминают SR-71 (SR-71, WRC, U2 и US-1) - это суперстраты.

## Известные модели Spirit
18 апреля 2010 года синий прототип Spirit II (с двумя хамбакерами) XPL первоначально был продан Крису Хейесу, ведущему программы Huey Lewis's News. Впоследствии Spirit II был выставлен на продажу на сайте Ebay. Аукцион включал в себя продажу оригинала Spirit с именем Хейеса, адрес доставки, а также письмо от эксперта по оценке винтажных гитар Джорджа Груна. Хамбакеры были металлическими, а плавающая тремоло - система - фирмы Kahler, которая используются в стандартных регулируемых струнодержателях Gibson , а не Flyer, которая монтируется в корпус с отделочным кольцом. Переключатель синглов  также был добавлен в стандартные элементы управления гитары. На серийном номере гитары было написано, что это модель 1985 года, имеющая отсканированную печать «Original Gibson Prototype»  на головке грифа.

## Галерея

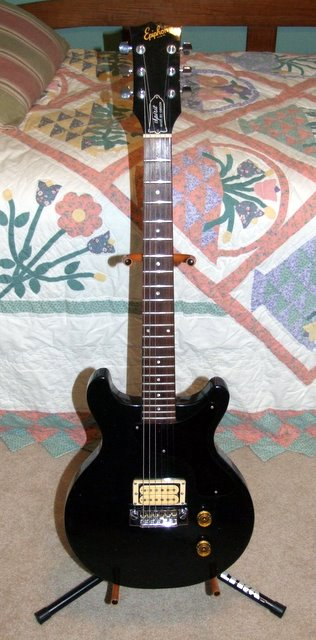
Epiphone Spirit I 1982 года
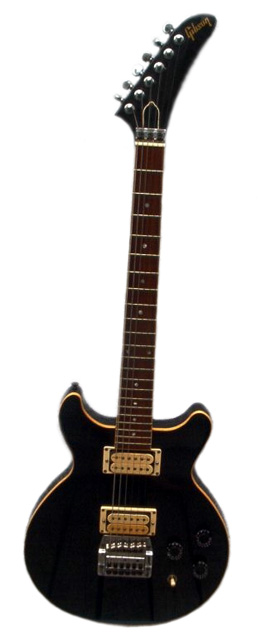
Spirit XPL с двумя хамбакерами
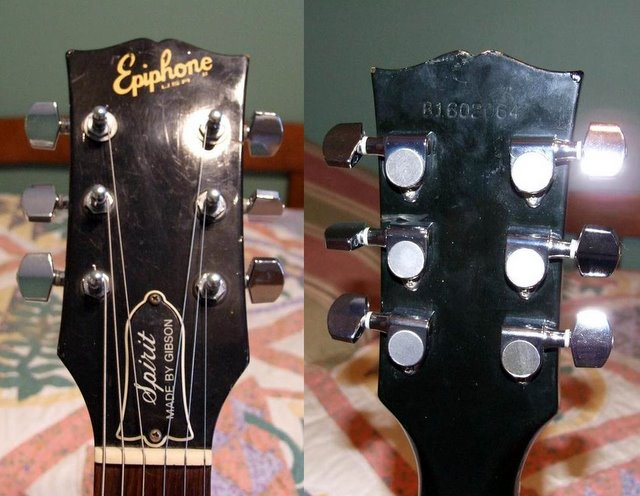
Головка грифа Epiphone Spirit 1982 года
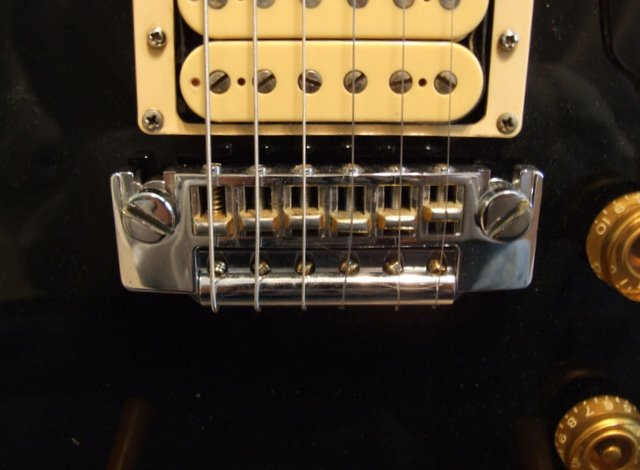
Струнодержатель Schaller 455
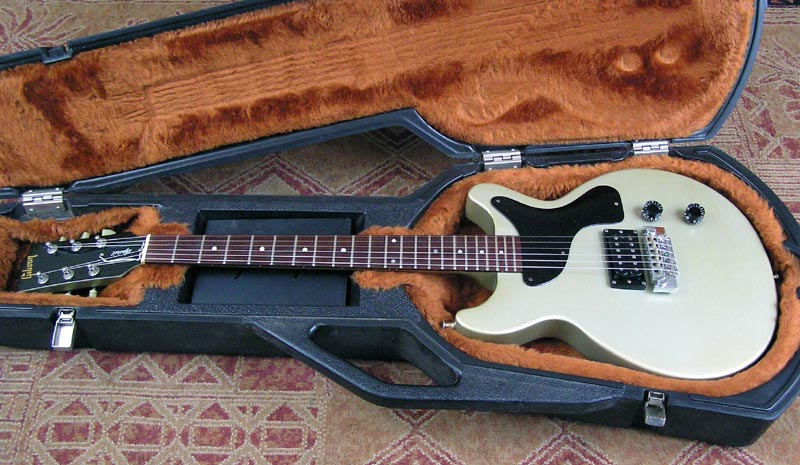
Gibson Spirit I 1983 года
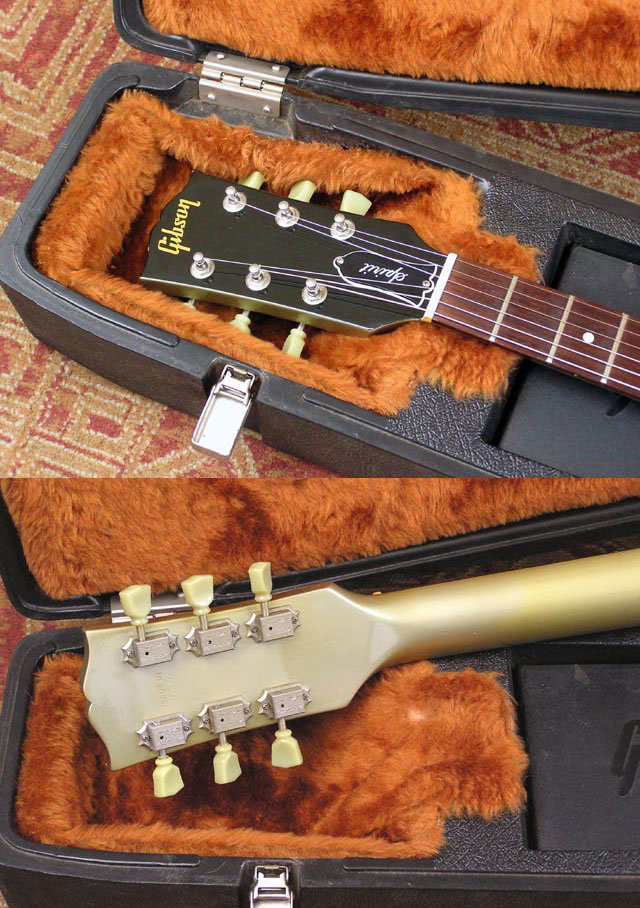
Головка грифа Gibson Spirit 1983 года
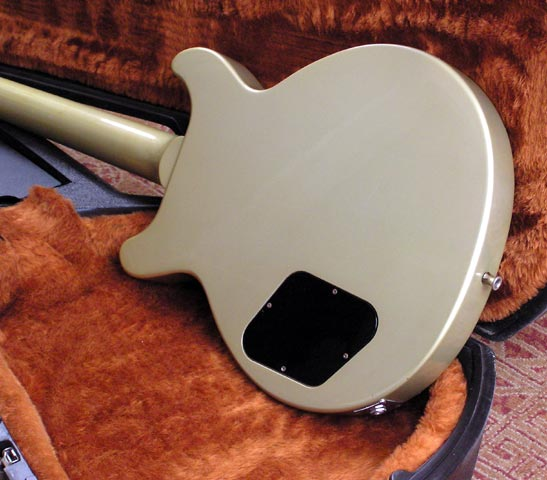
Задняя часть Gibson Spirit 1983 года